# (248839) Mazeikiai
(248839) Mazeikiai est un astéroïde de la ceinture principale.

## Description
(248839) Mazeikiai est un astéroïde de la ceinture principale. Il fut découvert le 25 septembre 2006 à Moletai par Kazimieras Černis. Il présente une orbite caractérisée par un demi-grand axe de 2,68 UA, une excentricité de 0,17 et une inclinaison de 11,7° par rapport à l'écliptique.